# IC 1263
IC 1263 ist eine Balken-Spiralgalaxie vom Hubble-Typ SB im Sternbild Herkules am Nordsternhimmel. Sie ist schätzungsweise 396 Millionen Lichtjahre von der Milchstraße entfernt.
Das Objekt wurde am 19. Juni 1890 von Lewis Swift entdeckt.